# Fekete-tó (Montenegró)
A Fekete-tó (szerbül: Црно језеро / Crno jezero) Montenegróban, a Durmitorban található jégvájta tengerszem. 1416 méteres tengerszint feletti magasságon helyezkedik el.

## Fekvése
A Fekete-tó Zabljak városa mellett, a Durmitor Nemzeti Parkban helyezkedik el, a Međed csúcs (Medve-csúcs, 2287 m) északkeleti lábánál.
A Durmitor Nemzeti Park 18 gleccsertava (tengerszeme) közül ez a legnagyobb, a 0,515 km²-es területével. A tó két részből áll, ugyanis száraz időszakban egy Struga (átjáró) a Veliko (nagy) és a Malo (kis) Crno jezerora osztja a vízfelületet. A nagy tónak dupla akkor a felszíne, viszont fele akkora a térfogata. A két tó 1155 m hosszú, a legszélesebb részén 810 méteres. A Durmitor legnagyobb mélységű tava, a legnagyobb vízállás esetén a kis tó a legmélyebb részén 49 m.
A tó körüli erdőségben a rovarevő kereklevelű harmatfű (Drosera rotundifolia) található meg, mint jégkorszaki maradványfaj.

## Földrajza
A tó állandó befolyója a Mlinski patak (Malom-patak), időszakosan a Točak-forrás. A legnagyobb vízmennyiséget mégis az időszakos Čelinán keresztül kapja, amely a kis tó feletti karsztforrás-rendszer a Međed lábánál. Májusban, hóolvadás idején a felszín alatti karsztos üregek telítődnek és nagy vízhozammal, vízesések és zúgók formájában táplálják a tavat. A hegyoldalon lezúduló, nagy mennyiségű vizek a tó környezetében lévő gyalogösvényt is elárasztva jutnak a tómederbe. A feltöltődés gyorsaságát mutatja, hogy így 2 nap alatt telítődik az előtte leürült tó.
A tóból kifolyója, a keleti oldalon az Otoka-patak, amely Žabljaknál egy víznyelőben tűnik el. Innentől a felszín alatt, a hegy belsejében folytatja az útját, hogy 9 nap elteltével, 10 km-rel távolabb és 820 m-rel alacsonyabban törjön a felszínre. Júliusra a patak kiszárad. Ezután a kis tó medrének alján található víznyelők lépnek működésbe. A vizek a felszín alatt 8 nappal később, 20 km-rel messzebb és 738 m-rel alacsonyabban jutnak a felszínre a Komarnica-völgyben. Ilyenkor megfordul a vízáramlás és a Struga kiszáradásáig a nagy tóból a kis tóba jut a víz.
A vízjárás igen jelentős, akár 5 m-t is változhat a vízszint.

## Galéria

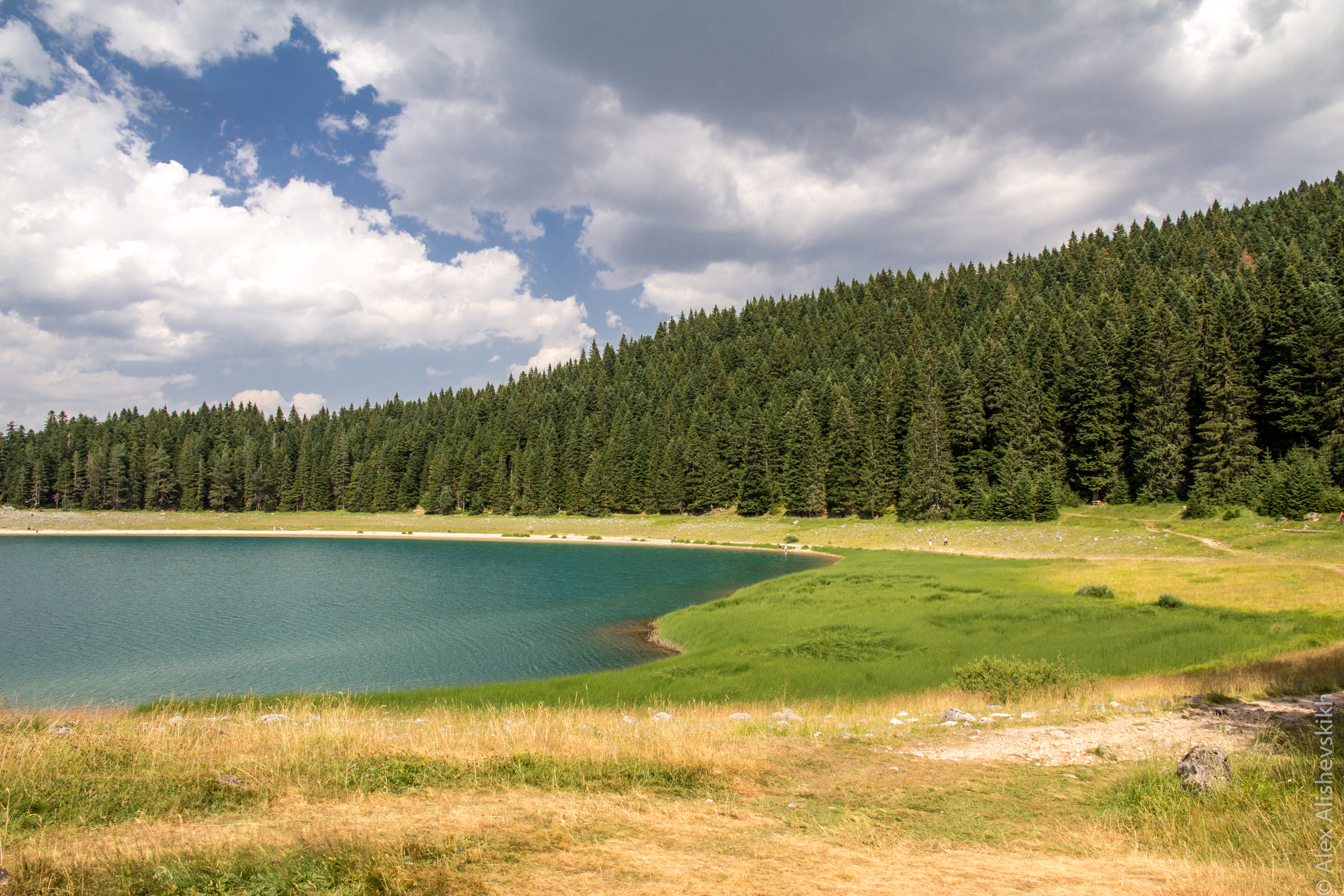
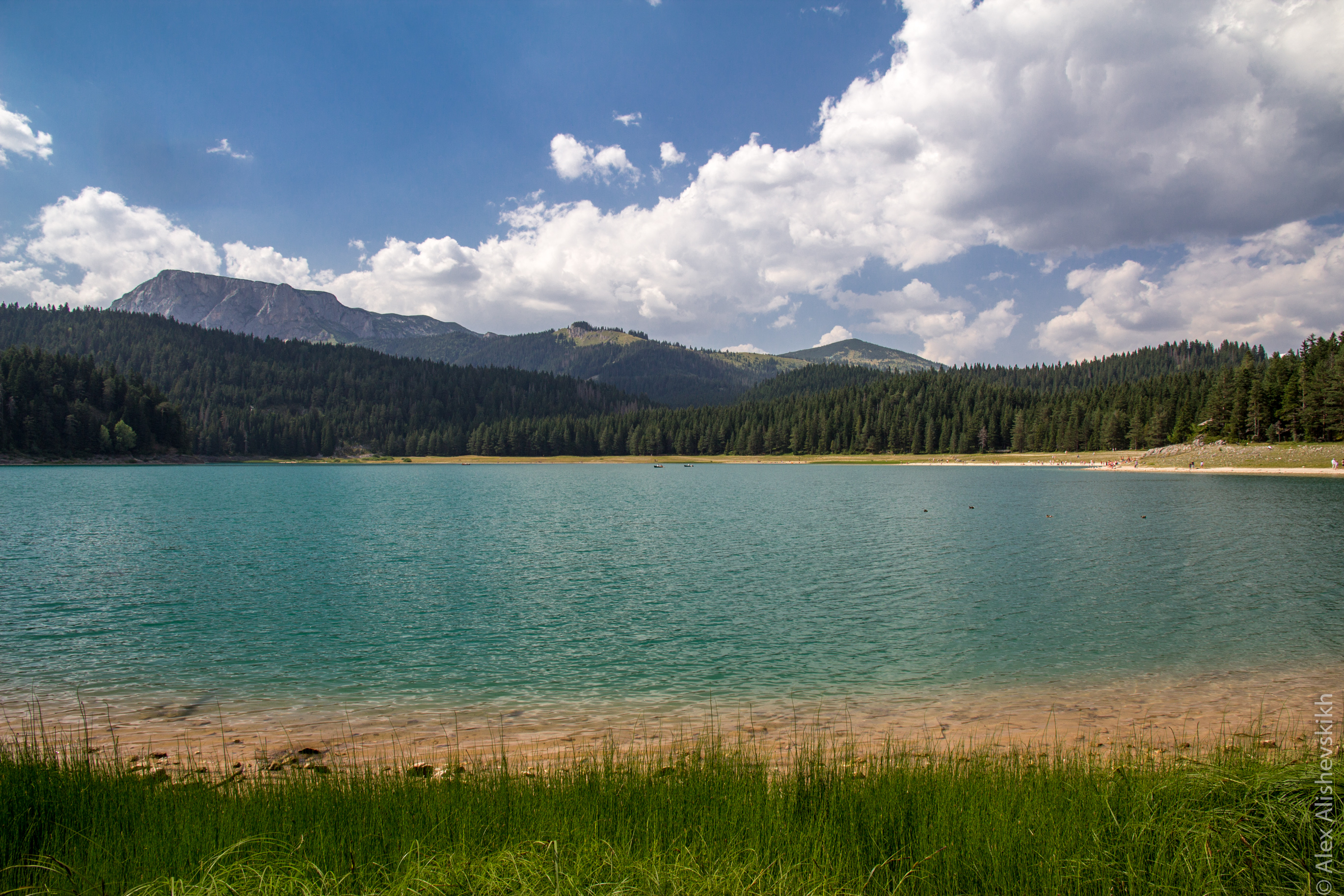
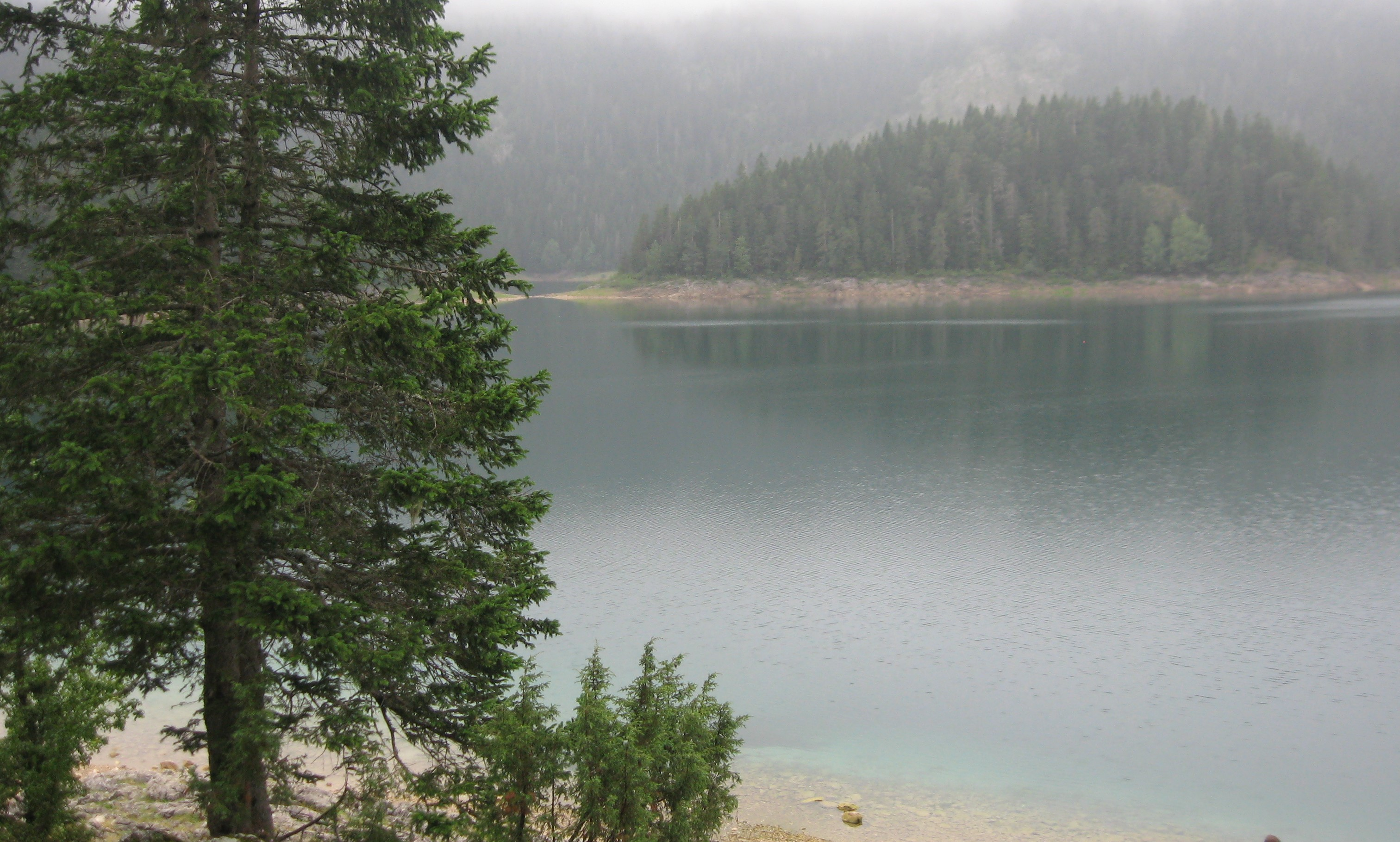
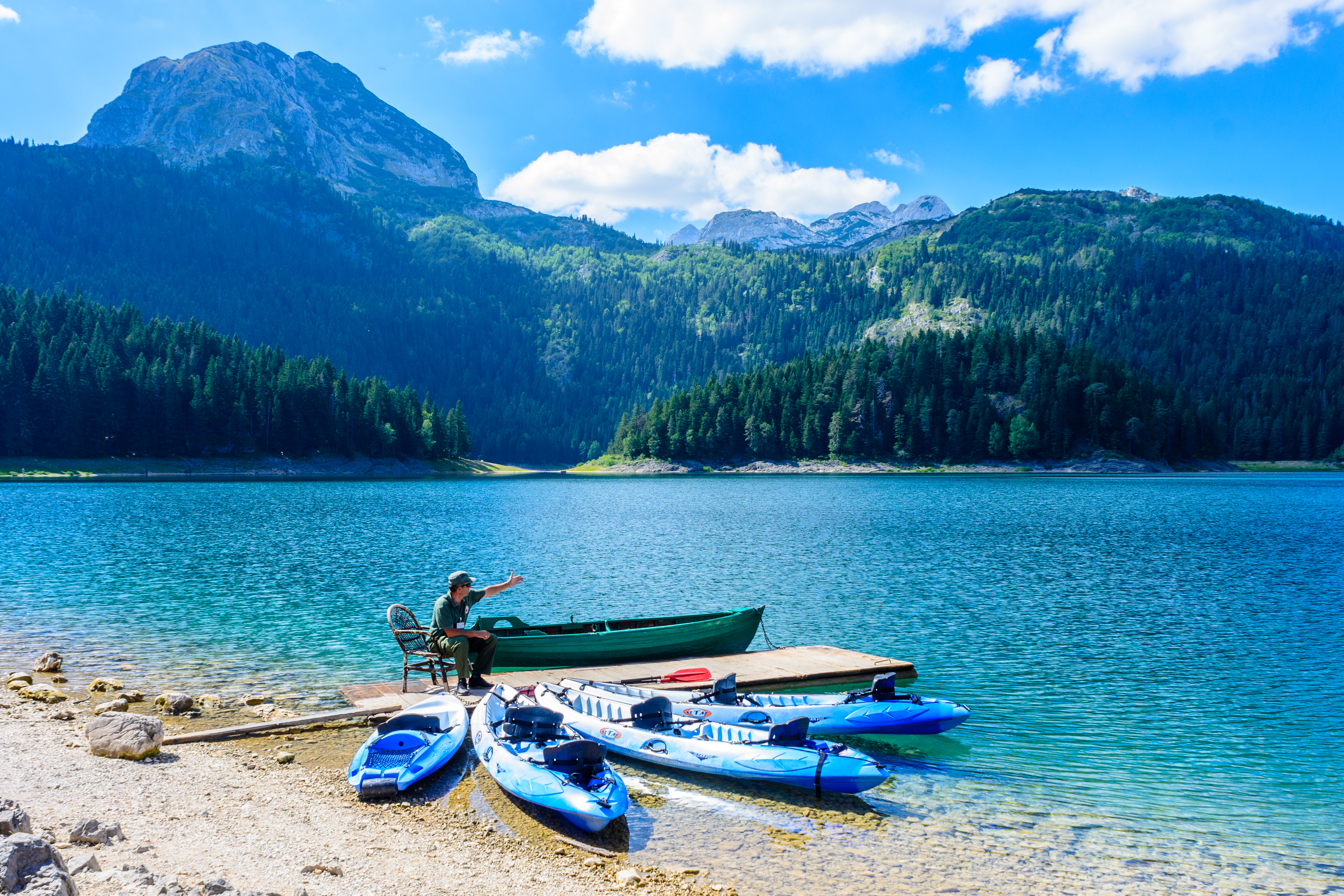
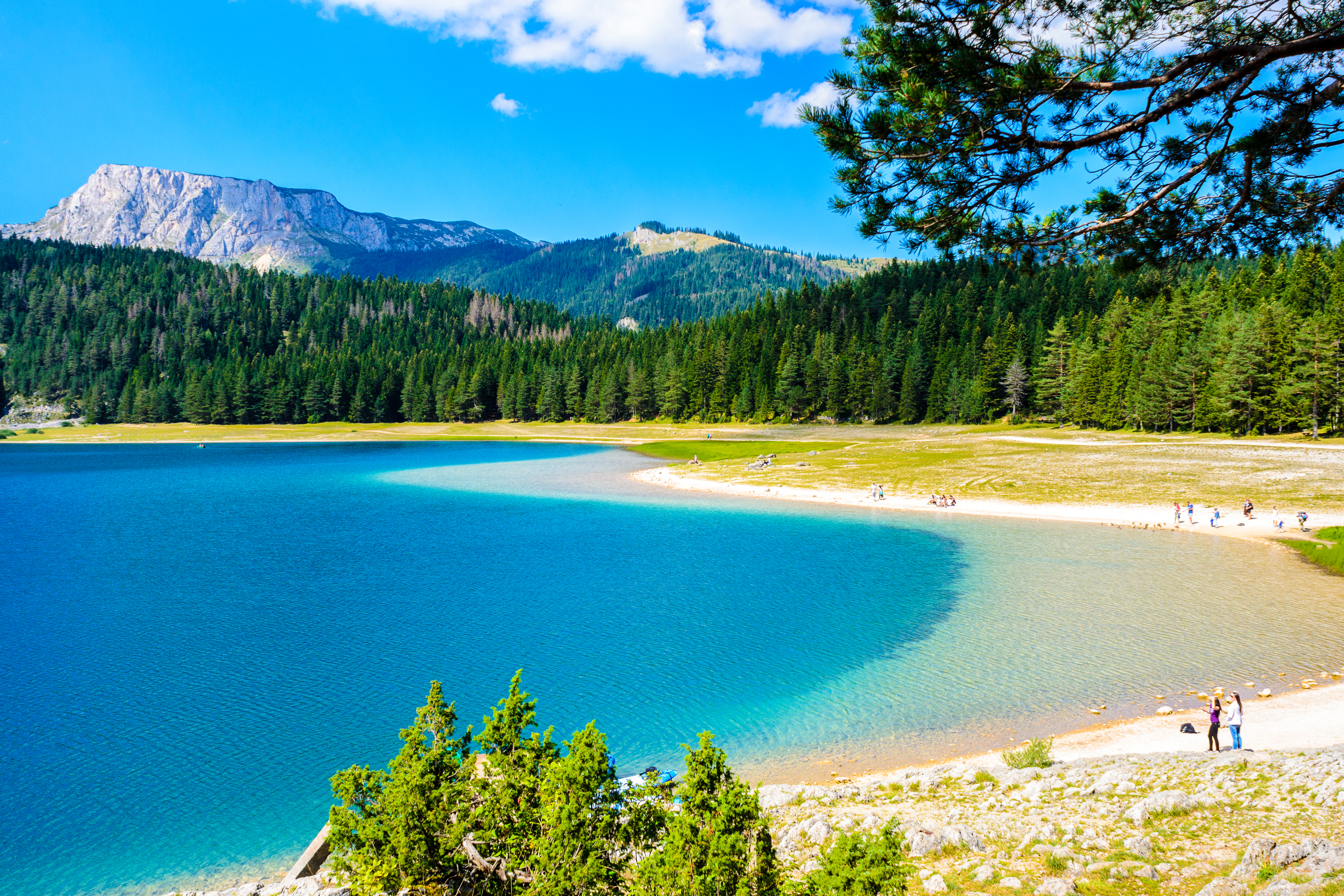
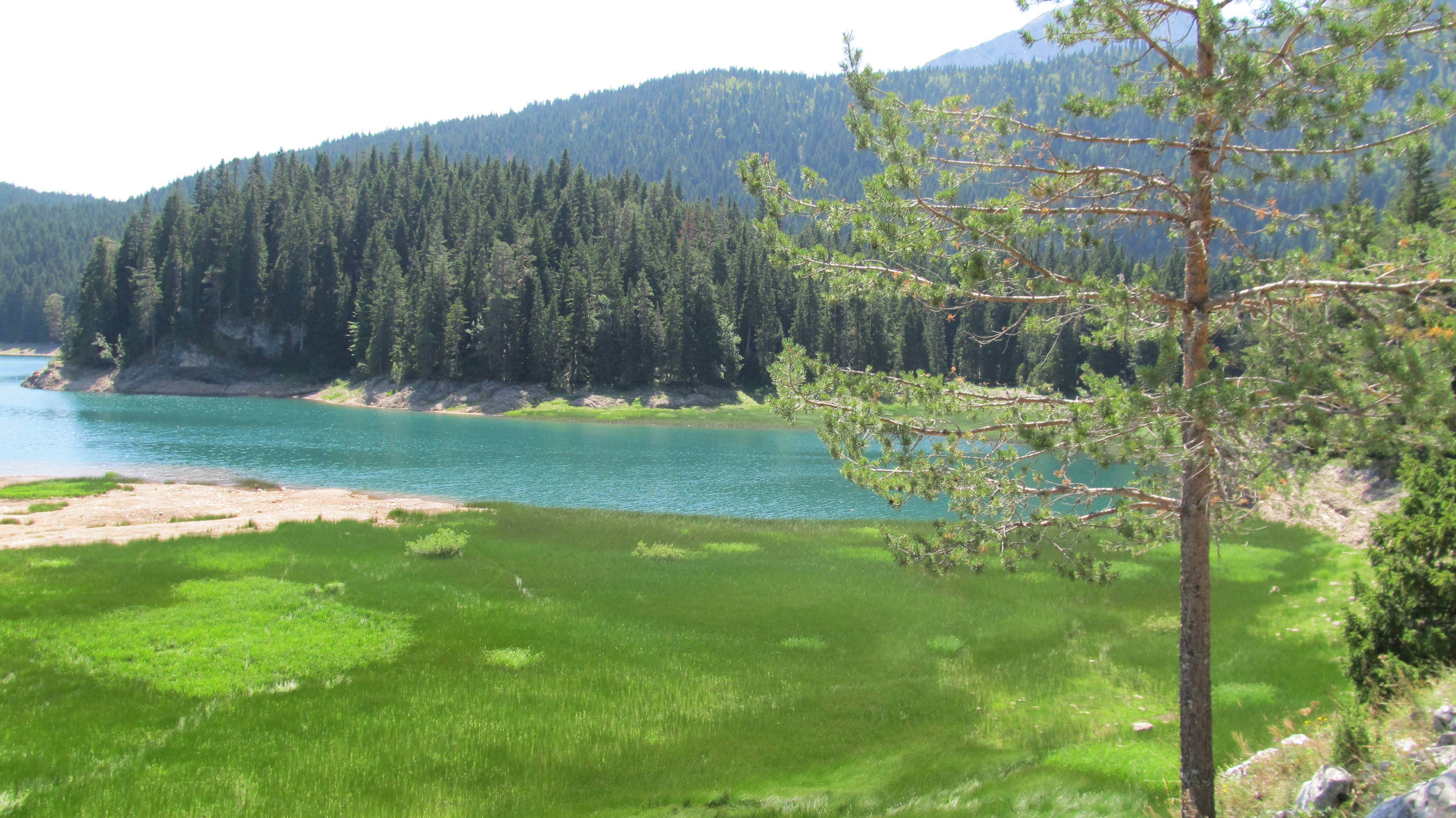
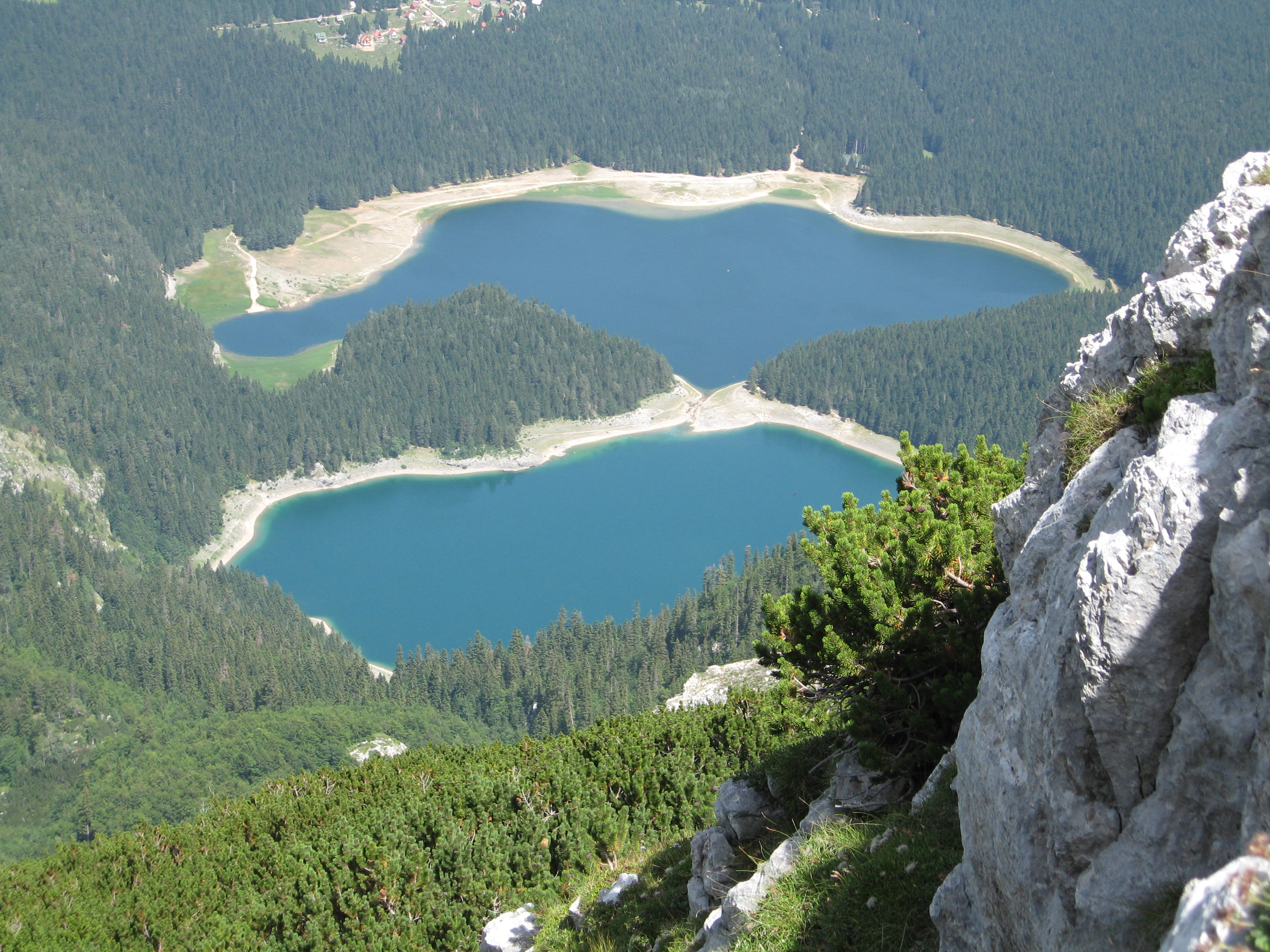
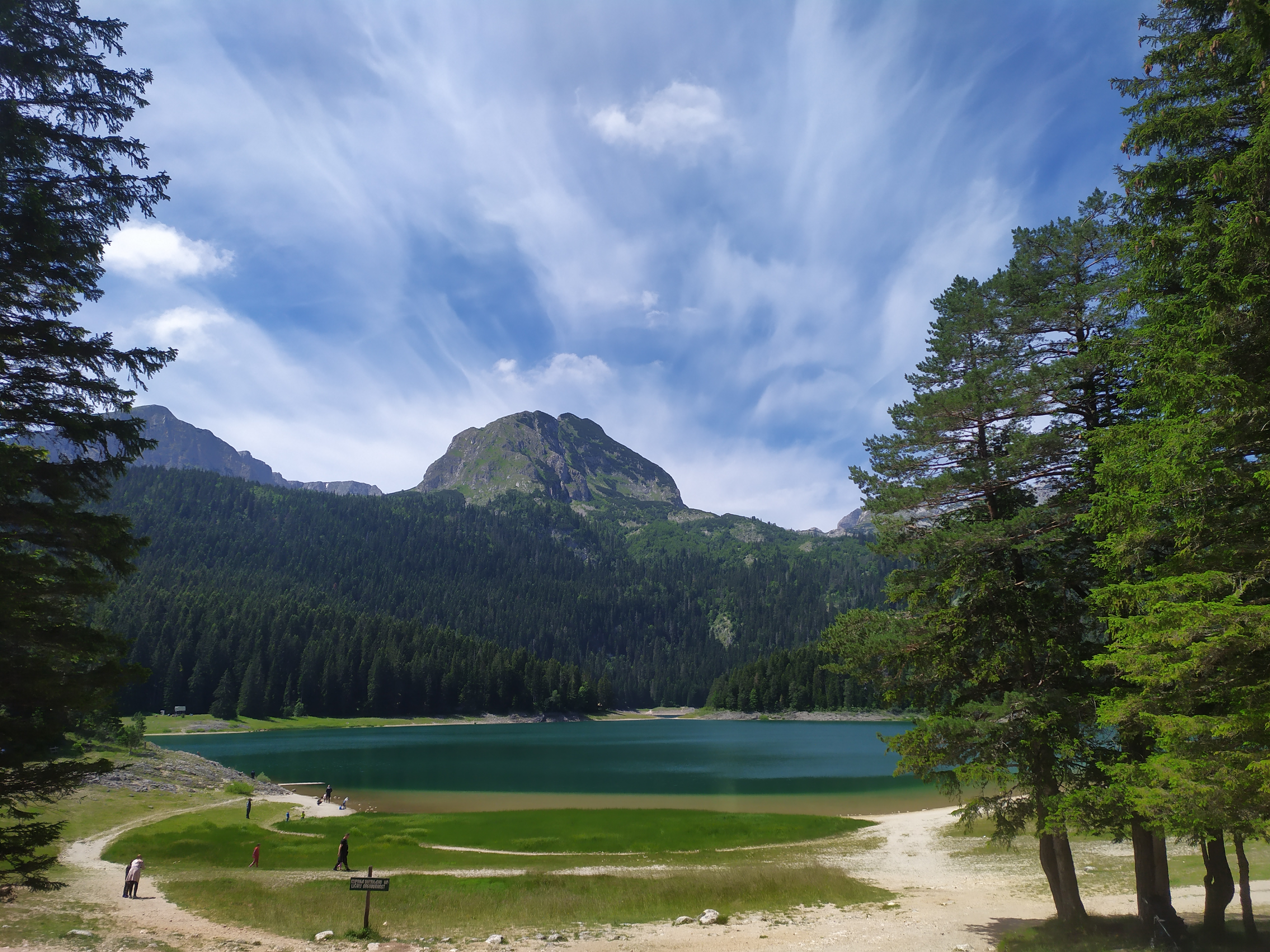
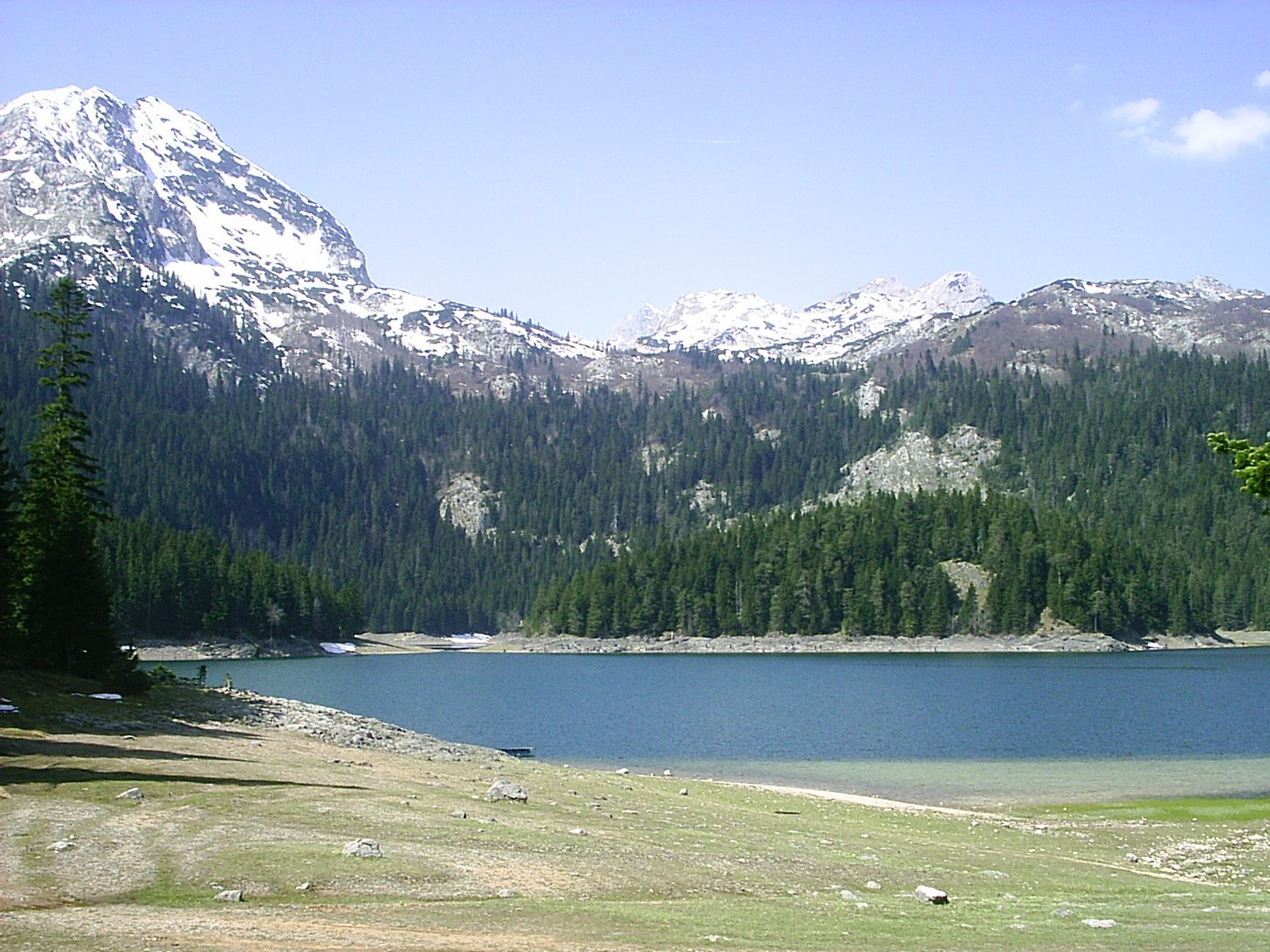
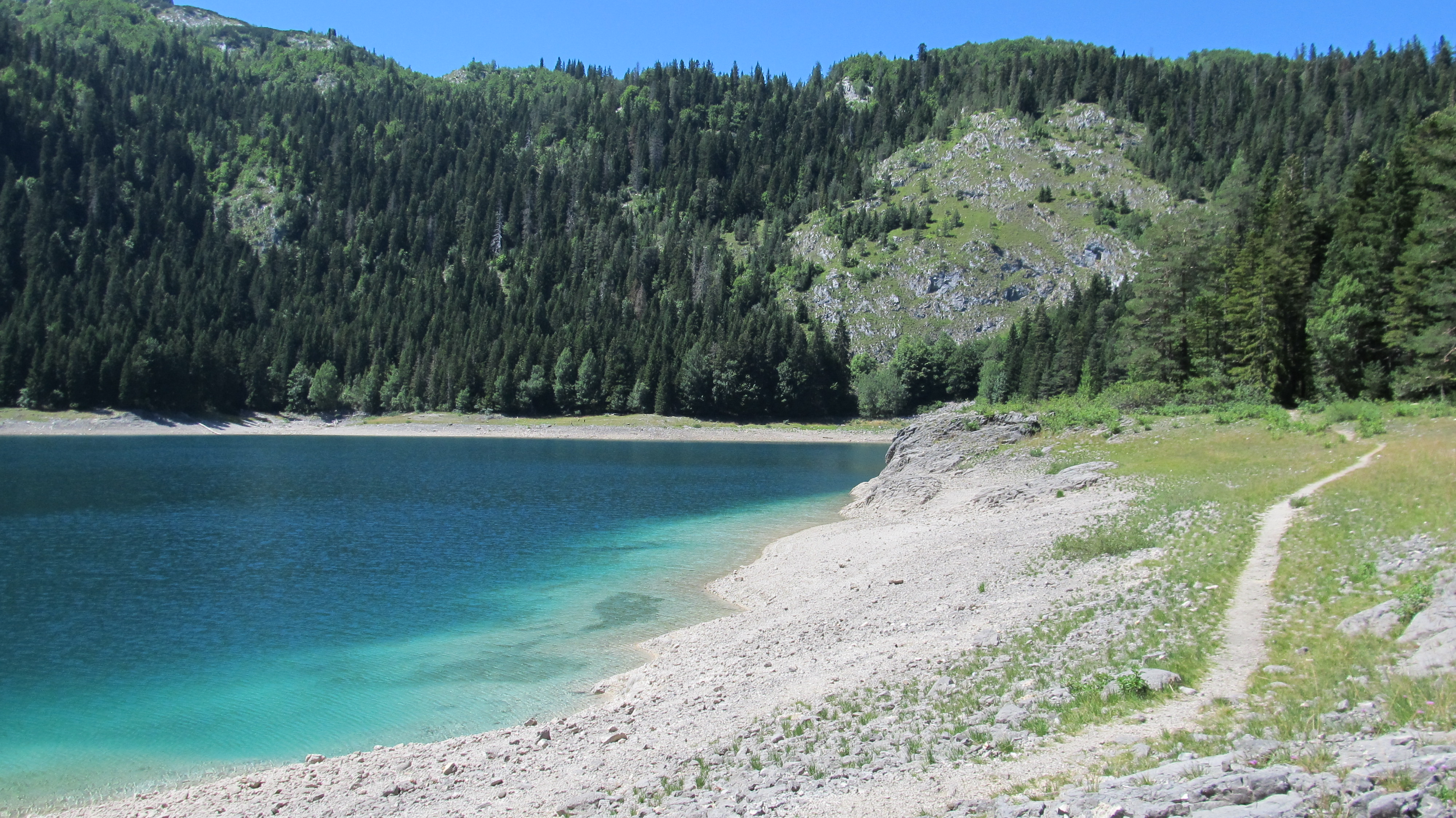
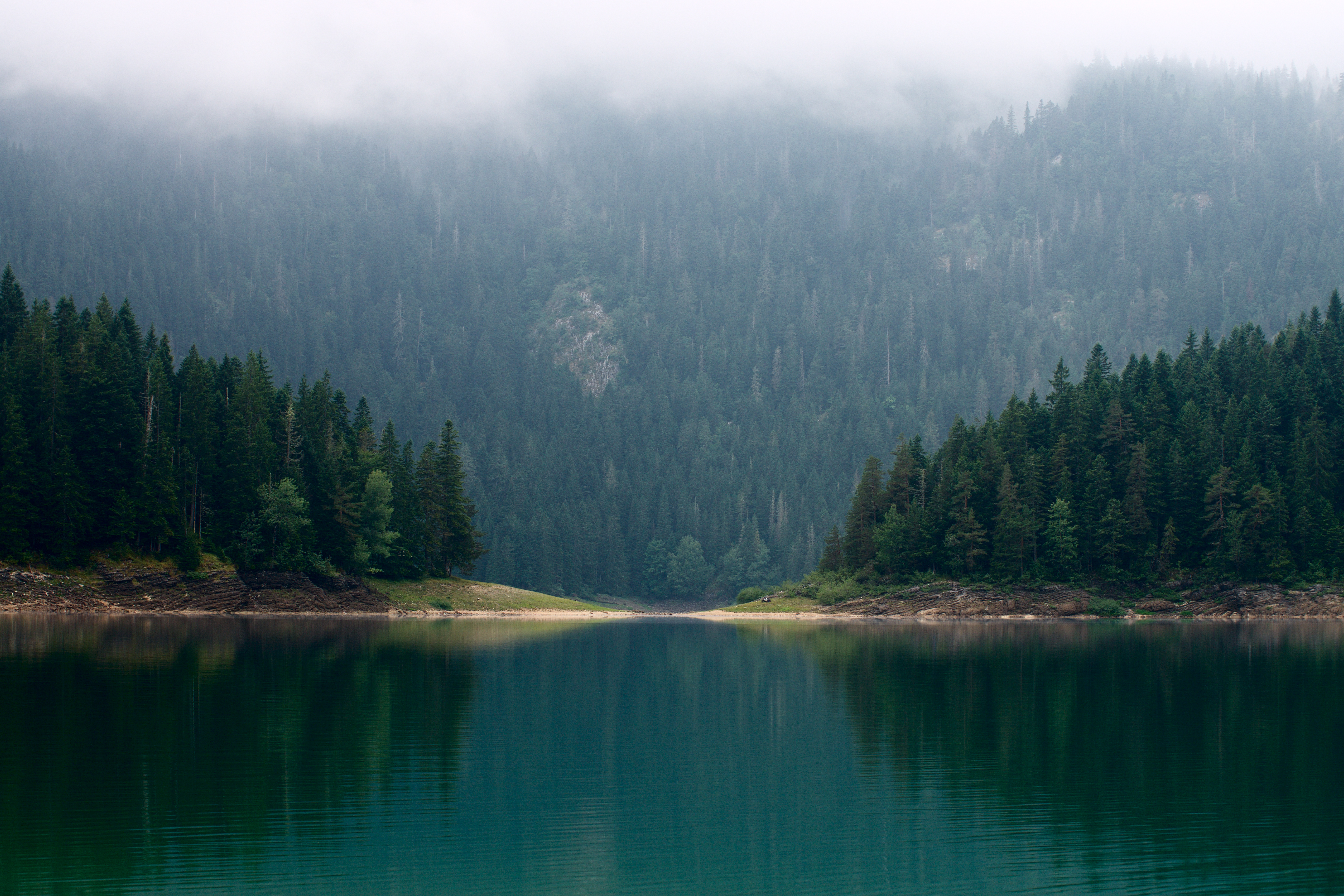
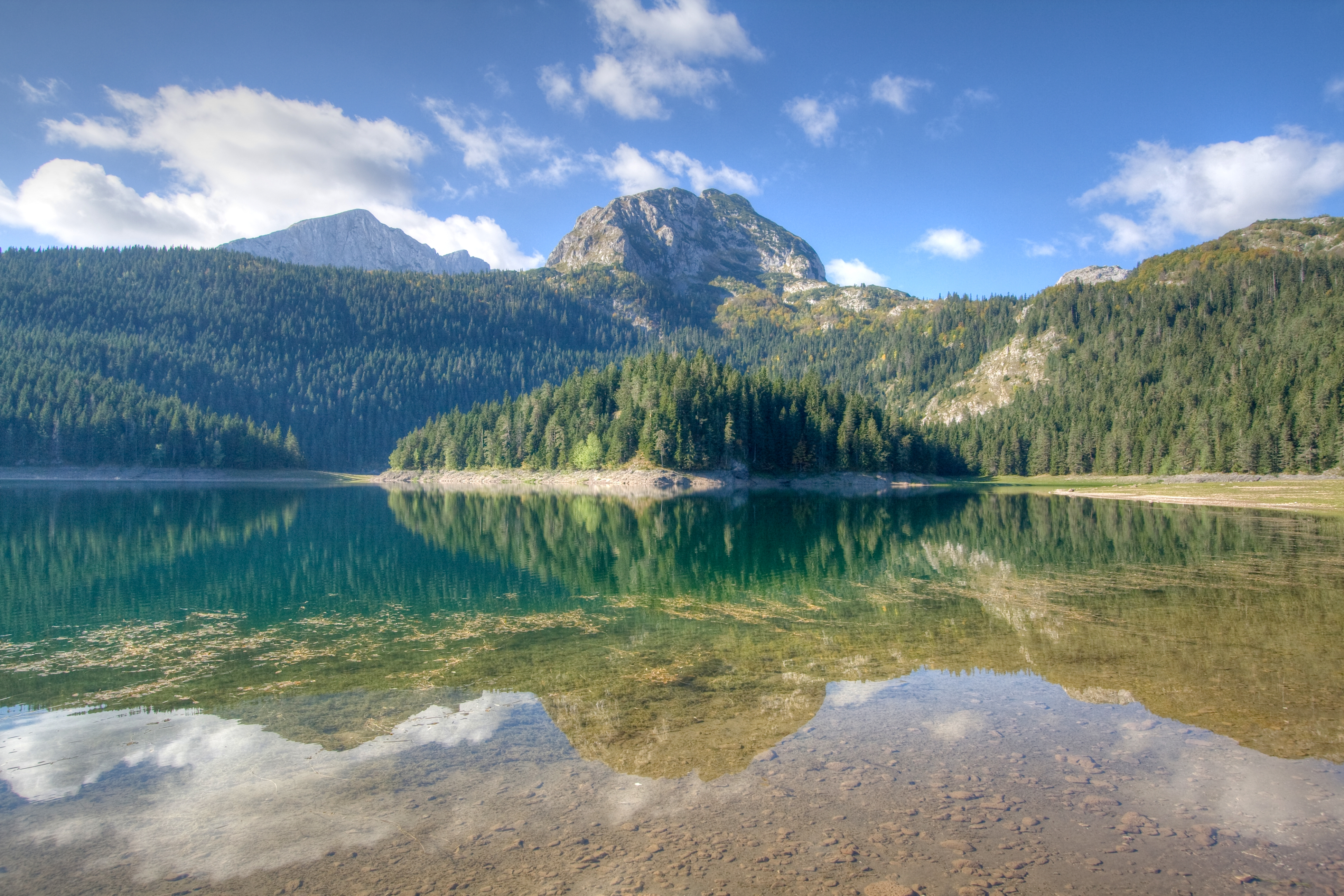